# 小川金治
小川 金治（おがわ きんじ、慶応3年（1867年）1月 - 没年不明）は日本の実業家。達摩山（株）取締、富士見銀行専務、朝鮮企業取締。長野県平民。
信濃国諏訪郡御射山神戸村（現・富士見町）に生まれる。明治10年（1877年）分家して一家を創立す。
父は呉服商人・小川金蔵。弟は司法大臣、鉄道大臣等を歴任した小川平吉。息子は富士機工取締役小川一郎、医学博士・慶応堂病院長小川三郎など。

## 家族
- 妻・まち（長野県、矢島重蔵の二女[2]）
- 長男・一郎（元富士機工 取締役）
- 長女・えい（長野県、細川鳥角の長男で郷土史研究家・隼人の妻）
- 二男・三郎(元慶応堂病院 院長）
- 二女・たつ（長野県士族・細川直行の長男・玖琅に嫁す[2]）
- 三男・四郎
- 三女・あき（長野県、中山秀樹に嫁す[2]）
- 四男・五郎
- 四女・まつ
- 五女・はな

## 文献
- 猪野三郎監修『第十二版 大衆人事録』（昭和13年）長野二頁